# Vláknový beton

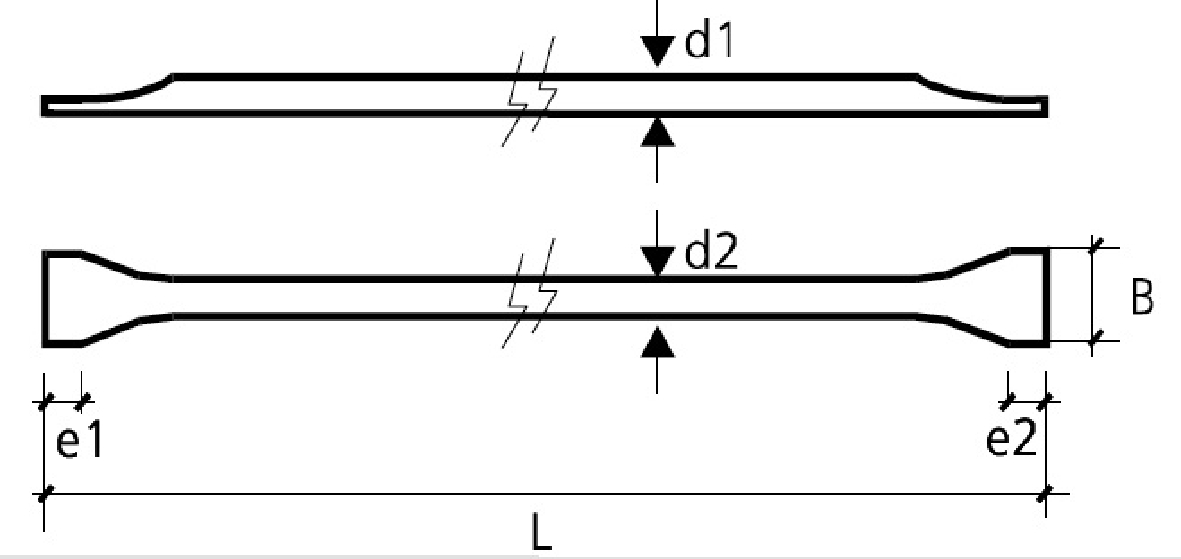
Ocelová vlákna na výztuž betonu

Vláknový beton, vláknobeton (anglicky fiber concrete, německy Faserbeton), případně drátkobeton při použití ocelových drátků, je relativně nový kompozitní materiál, speciální beton, při jehož výrobě se do směsi přidávají textilní nebo kovová vlákna, která se při míchání rovnoměrně rozptýlí a působí jako rozptýlená výztuž. V odborné literatuře je často nazýván beton s rozptýlenou výztuží.

## Vlastnosti vláknového betonu

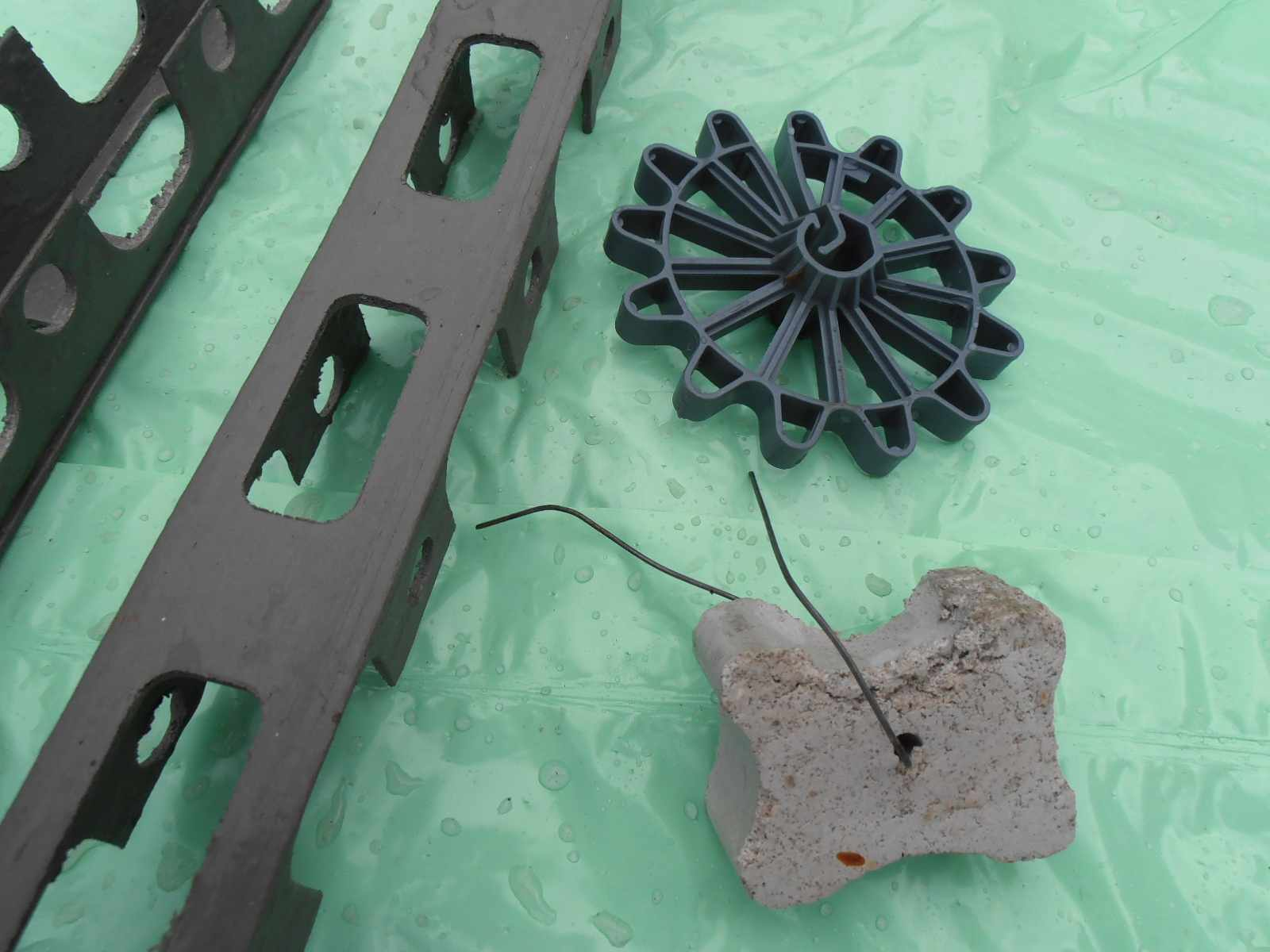
Distanční vložka z vláknobetonu (vpravo dole)

Požadavky na složení a vlastnosti betonu obecně (tj. včetně vláknobetonu) jsou dány normou ČSN EN 206+A2. Pro vláknobeton speciálně je potom vydána prozatímní norma ČSN P 73 2450, která přesněji definuje pojem vláknobeton, třídy vláknobetonu, mezní hodnoty jeho složení, požadované vlastnosti a způsoby jejich ověřování. Požadavky na vlákna do betonu definuje ČSN EN 14889 (část 1 pro ocelové drátky a část 2 pro polymerová vlákna).
Některé fyzikální vlastnosti v závislosti na druhu použitých vláken:[zdroj?]
| Výztuž            | Délka mm. | ⌀ mm      | Podíl kg/m3 | E-modul N/mm2 |
| ocel              | 20–60     | 0,2–0,3   | 20–80       | 210 000       |
| polypropylen (PP) | 10–40     | 0,01–1,5  | 0,5–20      | 4 200         |
| sklo              | 10–25     | 0,01–0,03 | 0,5–2       | 73 000        |

Hlavní výhodou vláknobetonu je vyšší houževnatost, zachovává si soudržnost i při částečném poškození. Ke vzniku prvních trhlin dochází při srovnatelném zatížení jako u prostého betonu. Při dalším zatěžování se však prostý beton poruší, zatímco vlákny vyztužený beton si zachová soudržnost.
Vláknový beton má i při použití organických vláken lepší odolnost proti požáru oproti betonu bez vláken.

## Historie
Vláknobeton je relativně nový materiál, přestože princip vylepšování křehkého materiálu pomocí vláken je znám už od starověku (hliněné cihly vyztužené slámou) a vláknocement je používán více než sto let. První drátkobeton se objevil počátkem 60. let 20. století. Navazující výzkum vláknových betonů byl motivován předpokladem plného využití pozitivních vlastností jak vláken tak cementového tmelu. Předpokládalo se, že vláknobeton bude pevnější i houževnatější než prostý beton nebo železobeton a že bude možno vynechat výztuž v železobetonu, což by výrazně zrychlilo, zjednodušilo a zlevnilo výrobu. Očekávalo se, že z vláknobetonu bude možno tvořit složité a tenkostěnné konstrukce, které z klasického železobetonu vytvořit nelze. Dalším směrem úvah byla možnost využití odpadních přírodních vláken. Výzkum drátkobetonu v bývalém Československu probíhal od 60. let 20. století.
V roce 2020 bylo použití drátkobetonu na výrobu průmyslových podlah a stříkaného ostění tunelů považováno za "tradiční". Díky vývoji nových vláknitých materiálů a pokračujícímu výzkumu se možnosti využití vláknobetonu postupně rozšiřují.

## Způsoby výroby

### Zpevnění s ocelovými vlákny

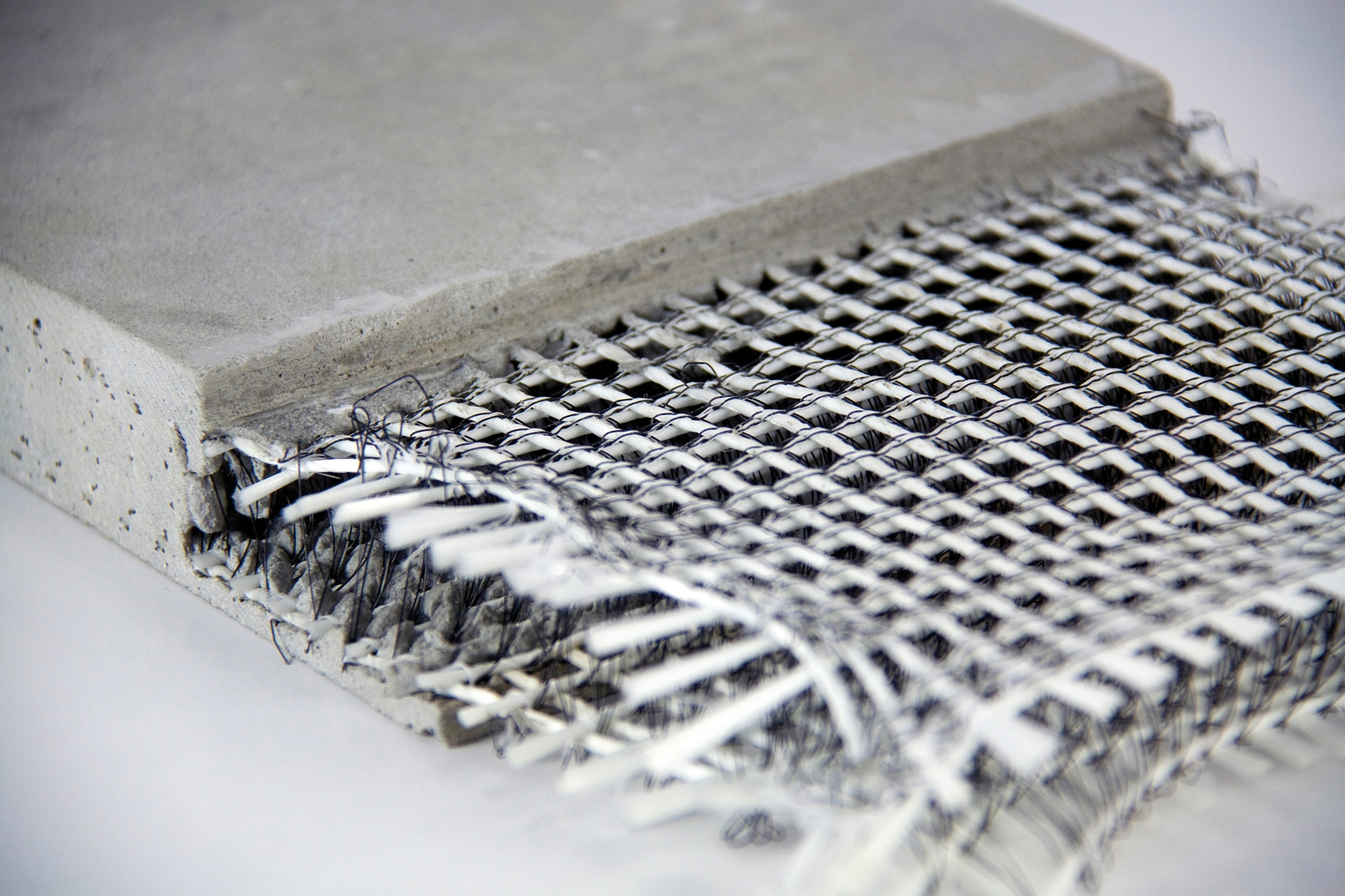
Výztuž betonu ze dvou tkaných rohoží provázaných drátem

Vlákna, vlastně drátky, se zhotovují frézováním, ražením nebo ze svinutého drátu. Jako výztuž se začala prakticky používat v 70. letech 20. století.

### Zpevnění textilními vlákny
Beton s výztuží z textilních vláken se vyrábí jen z písku se zrnky asi do 2 mm v průměru a z cementu s vysokou přilnavostí. Matrice musí být chemicky kompatibilní s použitými vlákny, jejichž povrch se k tomu účelu často speciálně upravuje (laminování, šlichotování). Na začátku 21. století se vyztužený beton běžně vyráběl s obsahem 5 % vláken. Ostatní komponenty: 40 % písku, 24 % vody, 17 % cementu, 13 % pucolánu, 1 % plastifikátorů. 
Z textilních vláken se dosud nejlépe osvědčila vlákna z AR sklax a uhlíková vlákna.
x AR sklo (alkali resistant glass) obsahuje vedle cca 60 % křemíku: 14,3 % oxidu sodného, 10,2 % oxidu zirkoničitého a 6,5 % oxidu titaničitého
Výhoda obou druhů vláken je zejména v tom, že stabilita betonu je pět až šestkrát vyšší než u betonu zpevněného ocelovými dráty, výztuž nerezaví, beton je trvanlivý. Jako výztuž se dají tato vlákna použít ve formě filamentu, rovingu, sekaná a jako plošné textilie v mnoha variantách. 
Ekonomika použití vláknové výztuže (v roce 2004):
| Ukazatel                | Fyzikální hodnoty výztuže | Fyzikální hodnoty výztuže | Fyzikální hodnoty výztuže | Fyzikální hodnoty výztuže | Cena v € / kg              | Cena v € / kg              | Cena v € / kg            | Cena v € / kg            |
| Druh                    | jemnost (tex)             | jemnost (tex)             | hmotnost (g/m2)           | hmotnost (g/m2)           | náklady (v tržních cenách) | náklady (v tržních cenách) | akceptovaná prodej. cena | akceptovaná prodej. cena |
| ocel s vysokou pevností | ?                         | ?                         | 1500                      | 1500                      | 2,25                       | 2,25                       | 3,00-3,40                | 3,00-3,40                |
| AR sklo                 | 2500                      | 2500                      | 500                       | 500                       | 2,00                       | 2,00                       | 2,25-4,50                | 2,25-4,50                |
| AR sklo šlichtované     | 2500                      | 2500                      | 500                       | 500                       | 4,50                       | 4,50                       | 2,25-4,50                | 2,25-4,50                |
| uhlík                   | 1700                      | 1700                      | 320                       | 320                       | 7,80                       | 7,80                       | 6,75-11,50               | 6,75-11,50               |
| uhlík laminovaný        | 1700                      | 1700                      | 320                       | 320                       | 11,60                      | 11,60                      | 6,75-11,50               | 6,75-11,50               |
| aramid                  | 1288                      | 1288                      | 260                       | 260                       | 17,25                      | 17,25                      | 13,00-14,00              | 13,00-14,00              |
| aramid laminovaný       | 1288                      | 1288                      | 260                       | 260                       | 22,50                      | 22,50                      | 13,00–14,00              | 13,00–14,00              |

Jak ukazuje tabulka, byly jen výztuže z AR skla a z uhlíku (bez dodatečné laminace) zcela rentabilní. Např. výroba betonu s výztuží z aramidových vláken se nevyplácela.

### Zpevnění vlákny s konvenční pevností
Asi od začátku 60. let 20. století se prováděly první pokusy s použitím polymerních vláken s průměrnou pevností (polypropylen, polyamid a pod) ke zpevnění betonu. Pevnost v ohybu (praskání) u betonu zpevněného konvenčními polymerními vlákny však dosahuje pouze 25 MPa, zatímco cement vyztužený vlákny z oceli nebo z RA skla, uhlíku apod. vykazuje pevnost kolem 50 MPa. Další nedostatky výztuhy konvenčními vlákny : U betonu vznikají často hluboké trhliny a deformace z rozteklých míst. 

## Použití vláknobetonu
Možnosti použití vláknobetonu:
| Použití         | Druh výztuže | Druh výztuže | Druh výztuže |
| Použití         | ocel         | PP           | sklo         |
| --------------- | ------------ | ------------ | ------------ |
| zamezení trhlin | ano          | ano          | ano          |
| základy         | ano          | ano          | ano          |
| podlahy         | ano          | ano          | ano          |
| sloupy a opěry  | ano          | ne           | event.       |
| stropy          | ano          | ne           | ne           |
| stříkaný beton  | ano          | event.       | ne           |

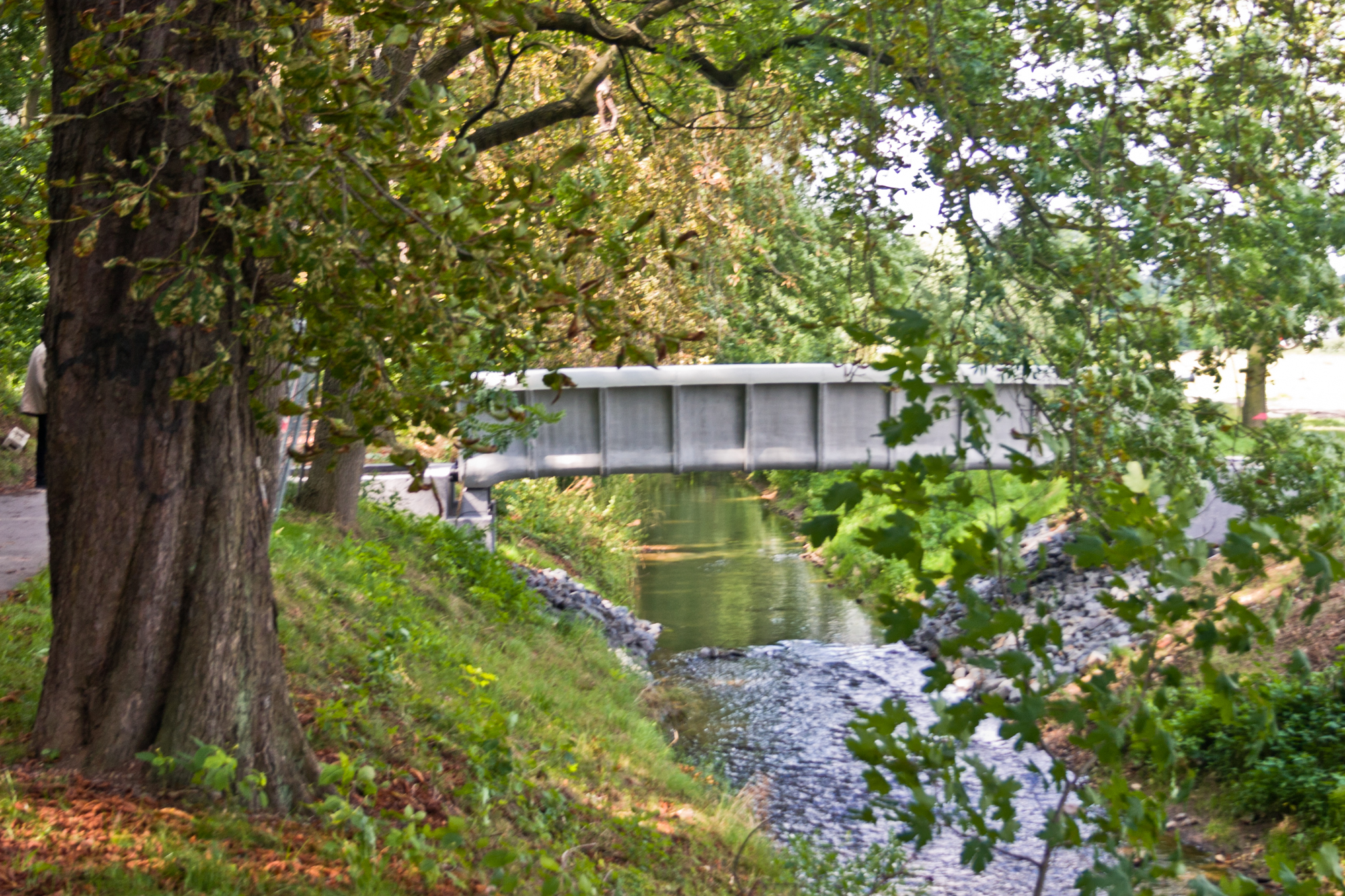
Most z vláknobetonu v Oschatzu

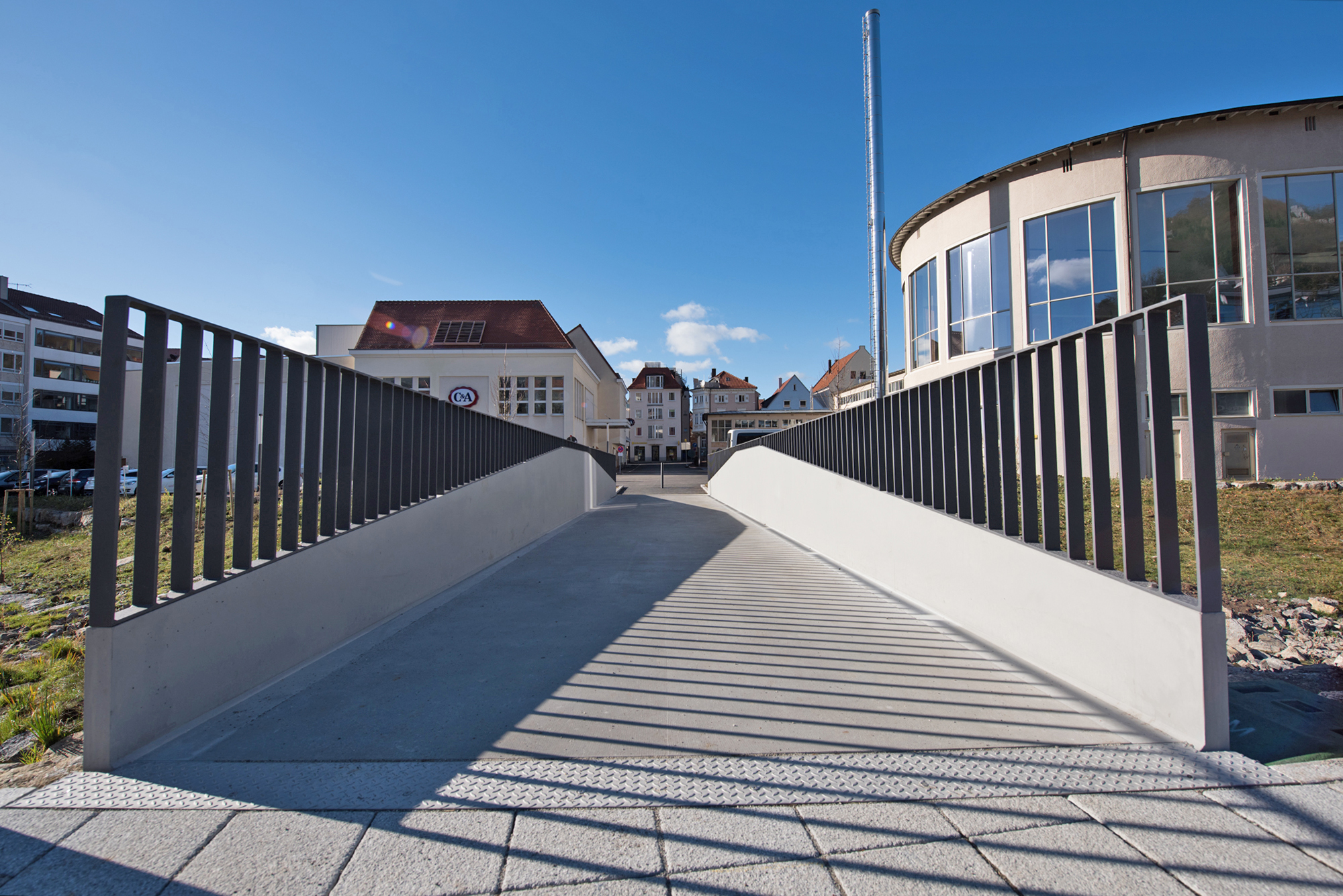
Lávka z betonu zpevněného uhlíkovými vlákny

Prefabrikáty (např. na betonové fasády) se dají vyrábět poměrně levně v tloušťkách od 20 mm, dají se snadno barvit, leštit apod. Velikost sériově vyráběných elementů je omezena na 2,4 x 1,2 m. Z vláknobetonu se zhotovují také např. roury, segmenty, hotové garáže atd.
Mosty z vláknového betonu se začaly stavět v prvních letech 21. století. Za nejstarší se považuje lávka z roku 2005 v saském Oschatzu. Dosud (v roce 2016) nejdelší most je asi stometrový nadchod okrouhlého tvaru pro chodce (a cyklisty) z roku 2010 v jihoněmeckém Albstadtu. Sestává ze šesti prefabrikátů se sedmi předpjatými příčnými trámy ve tvaru T.
V roce 2015 byla v Albstadtu postavena 3 metry široká lávka z betonu zpevněného rohoží z uhlíkových filamentů (síť s otvory 38 mm). Betonový blok o váze 14 tun má rozpětí 15,5 metrů a nosnost až 10 tun.